# Campoplex spurius
Campoplex spurius là một loài tò vò trong họ Ichneumonidae.